# ハンフリー・サール
ハンフリー・サール（Humphrey Searle、1915年8月26日 オックスフォード - 1982年5月12日 ロンドン）は、イギリスの作曲家、音楽学者。現代音楽の作曲家であるが、映画音楽や『ドクター・フー』などのテレビドラマの伴奏音楽も作曲した。フランツ・リストの研究者として著名である。

## 略歴
ロンドンの王立音楽大学でジョン・アイアランドに師事した後、半年間の奨学金を得てウィーンに渡り、ヴェーベルンの個人指導を受けたことによってその後の作曲活動に決定的な影響を受ける。
戦後において、英国におけるセリー技法の進歩的な先駆者となり
、BBCのプロデューサーとしての地位を用いてセリー技法の普及に尽くした。著名な作品に、ダルムシュタットで初演された「22の弦楽器のための詩曲（Poem for 22 Strings、1950年）」、ゴーゴリ原作によるオペラ「狂人日記（The Diary of a Madman、1958年）」、5つの交響曲がある。
研究者としてはフランツ・リストの最も正統的な作品表を作成したことにより有名で、リスト作品の整理番号の中では、サールの開発した番号づけの方式「サール番号(S.)」が頻繁に利用されている。

## 翻訳
- ヨーゼフ・ルーファー「12音による作曲法」Publisher: Barrie and Rockliff ASIN: B000I9LJE4[4]